# 笑福亭松喬

五枚笹は、笑福亭一門の定紋である。

笑福亭 松喬（しょうふくてい しょきょう）は上方落語の名跡。当代は7代目。
なお、6代目襲名時の口上(1987年浪花座での口上、以前はYouTubeで視聴できたが、現在は確認できない)で3代目桂米朝が述べたところによると、もともとは「松橋」という表記で、やがて木偏がとれて現在の表記になったというが、定かではない。
- 初代笑福亭松喬 - 後の初代笑福亭松鶴。
- 2代目笑福亭松喬 - 初代笑福亭松鶴門下。本名、享年とも不詳。
- 3代目笑福亭松喬 - 後の3代目笑福亭松鶴。
- 4代目笑福亭松喬 - 3代目笑福亭松鶴門下。本名、享年とも不詳。
- 5代目笑福亭松喬 - 後の2代目林家染丸。
- 6代目笑福亭松喬 - 1987年に6代目松喬を襲名。前名は笑福亭鶴三。
- 7代目笑福亭松喬 - 笑福亭三喬が2017年10月8日襲名[1]。